# 8356 Wadhwa
8356 Wadhwa este un asteroid din centura principală de asteroizi.

## Descriere
8356 Wadhwa este un asteroid din centura principală de asteroizi. A fost descoperit pe 3 septembrie 1989 la Observatorul Palomar de Carolyn S. Shoemaker și Eugene M. Shoemaker. Asteroidul prezintă o orbită caracterizată de o semiaxă mare de 2,43 ua, o excentricitate de 0,29 și o înclinație de 23,1° în raport cu ecliptica.